# Bintagoungou
Bintagoungou is een gemeente (commune) in de regio Timboektoe in Mali. De gemeente telt 8300 inwoners (2009).
De gemeente bestaat uit de volgende plaatsen:
- Alphahou Abarbouch
- Alphahou Inataben
- Alphahou Taraba
- Bintagoungou
- Etewel
- Taxina
- Tihigrène
- Toufazrouf